# Olympische Sommerspiele 1904/Teilnehmer (Deutsches Reich)
| Gelbes Symbol für Goldmedaillen mit stilisierten Olympischen Ringen | Graues Symbol für Silbermedaillen mit stilisierten Olympischen Ringen | Braundes Symbol für Bronzemedaillen mit stilisierten Olympischen Ringen |
| ------------------------------------------------------------------- | --------------------------------------------------------------------- | ----------------------------------------------------------------------- |
| 5                                                                   | 4                                                                     | 5                                                                       |

Deutschland nahm an den Olympischen Sommerspielen 1904 in St. Louis, USA, mit einer Delegation von 18 Sportlern (allesamt Männer) teil. Dabei gab es fünf Gold-, vier Silber- und fünf Bronzemedaillen. 
Adolf Spinnler, der im Turnen eine Gold- und eine Bronzemedaille gewann, war Schweizer. Da er für den Turnverein Esslingen an den Start ging, rechnet das IOC seine Medaillen der deutschen Mannschaft zu, obwohl er nie die deutsche Staatsbürgerschaft besaß.
Frank Kugler, der Deutscher war und in den Vereinigten Staaten lebte, ging für einen US-amerikanischen Verein am Start. Daher werden seine Medaillen laut IOC den USA angerechnet obwohl er 1904 keine US-amerikanische Staatsbürgerschaft besaß. Olympische Komitees gab es damals noch nicht, daher können seine Medaillen nicht Deutschland zu gerechnet werden.

## Medaillen

### Medaillenspiegel
| Rang   | Sportart       | Gold | Silber | Bronze | Gesamt |
| ------ | -------------- | ---- | ------ | ------ | ------ |
| 1      | Schwimmen      | 4    | 2      | 2      | 8      |
| 2      | Turnen         | 1    | 1      | 2      | 4      |
| 3      | Wasserspringen | –    | 1      | –      | 1      |
| 4      | Ringen         | –    | 1      | –      | 1      |
| 5      | Gewichtheben   | –    | –      | 2      | 2      |
| 6      | Leichtathletik | –    | –      | 1      | 1      |
| Gesamt | Gesamt         | 5    | 5      | 7      | 17     |

### Medaillengewinner
| Name/n          | Sportart       | Wettkampf              |
| --------------- | -------------- | ---------------------- |
| Gold            |                |                        |
| Emil Rausch     | Schwimmen      | 880 Yards Freistil     |
| Emil Rausch     | Schwimmen      | 1 Meile Freistil       |
| Walter Brack    | Schwimmen      | 100 Yards Rücken       |
| Georg Zacharias | Schwimmen      | 440 Yards Brust        |
| Adolf Spinnler  | Turnen         | Turndreikampf          |
| Silber          |                |                        |
| Georg Hoffmann  | Schwimmen      | 100 Yards Rücken       |
| Georg Hoffmann  | Wasserspringen | Kunstspringen          |
| Walter Brack    | Schwimmen      | 440 Yards Brust        |
| Wilhelm Weber   | Turnen         | Einzelmehrkampf        |
| Bronze          |                |                        |
| Paul Weinstein  | Leichtathletik | Hochsprung             |
| Emil Rausch     | Schwimmen      | 220 Yards Freistil     |
| Georg Zacharias | Schwimmen      | 100 Yards Rücken       |
| Wilhelm Weber   | Turnen         | Turnerischer Dreikampf |
| Adolf Spinnler  | Turnen         | Einzelmehrkampf        |

## Teilnehmer nach Sportarten

### Fechten
| Athleten      | Wettbewerb | Halbfinale | Finale | Rang |
| Athleten      | Wettbewerb | Rang       | Rang   | Rang |
| ------------- | ---------- | ---------- | ------ | ---- |
| Männer        |            |            |        |      |
| Gustav Casmir | Degen      | —          | 4      | 4    |
| Gustav Casmir | Florett    | 1          | 4      | 4    |

### Leichtathletik
Laufen und Gehen
| Athleten       | Wettbewerb | Halbfinale | Halbfinale | Finale         | Finale | Rang |
| Athleten       | Wettbewerb | Zeit       | Rang       | Zeit           | Rang   | Rang |
| -------------- | ---------- | ---------- | ---------- | -------------- | ------ | ---- |
| Männer         |            |            |            |                |        |      |
| Johannes Runge | 400 m      | —          | —          | unbekannt      | 7–12   | 7–12 |
| Johannes Runge | 800 m      | —          | —          | ca. 1:57,1 min | 5      | 5    |
| Johannes Runge | 1500 m     | —          | —          | unbekannt      | 5      | 5    |

Springen und Werfen
| Athleten       | Wettbewerb     | Höhe/Weite | Rang   |
| -------------- | -------------- | ---------- | ------ |
| Männer         |                |            |        |
| Paul Weinstein | Hochsprung     | 1,77       | Bronze |
| Paul Weinstein | Stabhochsprung | unbekannt  | 7      |

Mehrkampf
| Athleten         | Wettbewerb | Punkte | Rang |
| ---------------- | ---------- | ------ | ---- |
| Männer           |            |        |      |
| Christian Busch  | Dreikampf  | 30,0   | 7    |
| Jacob Hergenhahn | Dreikampf  | 255,0  | 59   |
| Wilhelm Lemke    | Dreikampf  | 26,6   | 34   |
| Ernst Mohr       | Dreikampf  | 29,7   | 9    |
| Hugo Peitsch     | Dreikampf  | 25,1   | 55   |
| Adolph Weber     | Dreikampf  | 25,9   | 44   |
| Wilhelm Weber    | Dreikampf  | 27,6   | 21   |
| Otto Wiegand     | Dreikampf  | 27,2   | 28   |

### Ringen
| Athleten          | Wettbewerb            | Achtelfinale | Achtelfinale | Viertelfinale | Viertelfinale | Halbfinale      | Halbfinale | Finale        | Finale        | Rang |
| Athleten          | Wettbewerb            | Gegner       | Ergebnis     | Gegner        | Ergebnis      | Gegner          | Ergebnis   | Gegner        | Ergebnis      | Rang |
| ----------------- | --------------------- | ------------ | ------------ | ------------- | ------------- | --------------- | ---------- | ------------- | ------------- | ---- |
| Männer            |                       |              |              |               |               |                 |            |               |               |      |
| Dietrich Wortmann | Freistil Federgewicht | —            | —            | Max Miller    | gewonnen      | Theodore McLear | verloren   | ausgeschieden | ausgeschieden | 5    |

### Schwimmen
| Athleten        | Wettbewerb         | Zeit        | Rang   |
| --------------- | ------------------ | ----------- | ------ |
| Männer          |                    |             |        |
| Walter Brack    | 440 Yards Brust    | unbekannt   | Silber |
| Walter Brack    | 100 Yards Rücken   | 1:16,8 min  | Gold   |
| Georg Hoffmann  | 440 Yards Brust    | unbekannt   | 4      |
| Georg Hoffmann  | 100 Yards Rücken   | unbekannt   | Silber |
| Emil Rausch     | 220 Yards Freistil | 2:56,0 min  | Bronze |
| Emil Rausch     | 880 Yards Freistil | 13:11,4 min | Gold   |
| Emil Rausch     | 1 Meile Freistil   | 27:18,2 min | Gold   |
| Georg Zacharias | 440 Yards Brust    | 7:23,6 min  | Gold   |
| Georg Zacharias | 100 Yards Rücken   | unbekannt   | Bronze |

### Tennis
| Athleten                                     | Wettbewerb | 1. Runde | 1. Runde | 2. Runde | 2. Runde | Achtelfinale                 | Achtelfinale   | Viertelfinale | Viertelfinale | Halbfinale    | Halbfinale    | Finale        | Finale        | Rang |
| Athleten                                     | Wettbewerb | Gegner   | Ergebnis | Gegner   | Ergebnis | Gegner                       | Ergebnis       | Gegner        | Ergebnis      | Gegner        | Ergebnis      | Gegner        | Ergebnis      | Rang |
| -------------------------------------------- | ---------- | -------- | -------- | -------- | -------- | ---------------------------- | -------------- | ------------- | ------------- | ------------- | ------------- | ------------- | ------------- | ---- |
| Männer                                       |            |          |          |          |          |                              |                |               |               |               |               |               |               |      |
| Hugo Hardy                                   | Einzel     | Freilos  | Freilos  | Freilos  | Freilos  | Beals Wright                 | 0:2 (2:6, 1:6) | ausgeschieden | ausgeschieden | ausgeschieden | ausgeschieden | ausgeschieden | ausgeschieden | 9    |
| Gemischte Mannschaft Hugo Hardy Paul Gleeson | Doppel     | —        | —        | —        | —        | Alphonzo Bell / Robert LeRoy | 0:2 (3:6, 1:6) | ausgeschieden | ausgeschieden | ausgeschieden | ausgeschieden | ausgeschieden | ausgeschieden | 9    |

### Turnen
| Athleten          | Wettbewerb      | Punkte | Rang   |
| ----------------- | --------------- | ------ | ------ |
| Männer            |                 |        |        |
| Christian Busch   | Dreikampf       | 37,62  | 13     |
| Christian Busch   | Einzelmehrkampf | 66,12  | 9      |
| Christian Deubler | Dreikampf       | 31,13  | 47     |
| Christian Deubler | Einzelmehrkampf | 54,63  | 56     |
| Jacob Hergenhahn  | Dreikampf       | 30,77  | 51     |
| Jacob Hergenhahn  | Einzelmehrkampf | 55,77  | 49     |
| Wilhelm Lemke     | Dreikampf       | 37,75  | 11     |
| Wilhelm Lemke     | Einzelmehrkampf | 64,15  | 13     |
| Ernst Mohr        | Dreikampf       | 38,90  | 9      |
| Ernst Mohr        | Einzelmehrkampf | 67,90  | 4      |
| Hugo Peitsch      | Dreikampf       | 41,56  | 4      |
| Hugo Peitsch      | Einzelmehrkampf | 66,66  | 7      |
| Adolf Spinnler    | Dreikampf       | 24,50  | 64     |
| Adolf Spinnler    | Turndreikampf   | 43,49  | Gold   |
| Adolf Spinnler    | Einzelmehrkampf | 67,99  | Bronze |
| Adolph Weber      | Dreikampf       | 36,72  | 17     |
| Adolph Weber      | Einzelmehrkampf | 62,62  | 19     |
| Wilhelm Weber     | Dreikampf       | 41,60  | Bronze |
| Wilhelm Weber     | Einzelmehrkampf | 69,10  | Silber |
| Otto Wiegand      | Dreikampf       | 40,82  | 5      |
| Otto Wiegand      | Einzelmehrkampf | 67,82  | 5      |

### Wasserspringen
| Athleten              | Wettbewerb    | Punkte    | Rang   |
| --------------------- | ------------- | --------- | ------ |
| Männer                |               |           |        |
| Alfred Braunschweiger | Kunstspringen | 11,33     | 4      |
| Georg Hoffmann        | Kunstspringen | 11,66     | Silber |
| Otto Hooff            | Kunstspringen | unbekannt | 5      |

## Verweise und Anmerkungen
1. 1 2 3  Adolf Spinnler war Schweizer und ging für den Turnverein Esslingen an den Start, weshalb das IOC seine Medaille der deutschen Mannschaft zurechnet, obwohl er nie die deutsche Staatsbürgerschaft besaß.